# Никольский собор (Каракас)
Нико́льский собо́р — кафедральный собор Южно-Американской епархии Русской православной церкви заграницей, расположенный в Каракасе (район Los Dos Caminos).

## История
C 1947 года русские беженцы начинают массово прибывать в Венесуэлу. К 1950 году, практически во всех местах компактного поселения русских были организованы православные приходы, которые находились в юрисдикции Русской Православной Церкви Заграницей.
Инициатором строительства в 1954 году и первым настоятелем собора, построенного в районе Дос-Каминос, стал протоиерей Иоанн Бауманис. Строителем-инженером храма стал А. В. Яковлев, которому помогали П. Н. Соловьев и И. А. Шестаков. Храм строился в традициях новгородско-псковской школы.
Многие русские, живущие в Каракасе, жертвовали на его строительство деньги, зачастую отрывая их от своих скудных средств. Те, кто не имел такой возможности, сами работали на строительстве. «По копейке давали и строили. И построили себе храм Божий», — сказал протоиерей Павел Волков.
Расписана церковь была в 1955 году художниками И. П. Диким, В. А. Ивановым и Ж. М. Петровичем.
Торжественное освящение собора состоялась в 1955 году. Собор получил статус кафедрального и по настоящее время является духовным центром русской колонии в Венесуэле.
Согласно докладу епископа Серафима (Свежевского) на архиерейском соборе 1959 года: «Прихожан собора записано 175, а членский взнос платят 95, на Пасху же бывает в церкви до 500 человек. Приходят греки и арабы. Последние служат отдельно раньше нас. <…> Есть Благотворительный Комитет и предприняты шаги к открытию отделения Общества Памяти о. Иоанна Кронштадтского. Устраиваются лекции. Показывался фильм о Св. Троицком монастыре и т. д. Епископ Серафим увидел, какое это имеет большое значение. Владимирский Кружок дает преподавательский состав для школы и члены его лучше справляются с детьми, чем старшее поколение. Для общего осведомления с церковной жизнью издаётся Епархиальный Вестник. Общественные согласия, достигавшие большой остроты, несколько улеглись особенно после того, как помог в этом при своем посещении Великий Князь Владимир Кириллович».
При соборе святителя Николая в Каракасе была организована похоронная касса для погребения малоимущих. В 1965 году было решено выкупить на городском кладбище участок, чтобы русские могилы не затерялись.
После смерти протопресвитера Иоанна Бауманиса настоятелем храма стал священник Павел Волков.
6 декабря 2004 года Никольскую церковь посетил Первоиерарх РПЦЗ митрополит Лавр (Шкурла), где его встречали колокольным звоном, хлебом-солью и цветами. Протоиерей Ярослав Беликов отслужил молебен перед чудотворной иконой Курско-Коренной. После молебна митрополит Лавр рассказал о ходе и положении дел в связи с переговорами с Московским Патриархатом о возможности евхаристического общения, но собравшиеся были больше всего обеспокоены положением в самой Венецуэле, где имеется один только священник, уже не молодой. Они просили Митрополита похлопотать о назначении им по крайней мере одного ещё священника.
В 2000-е годы настоятель и прихожане Собора поддержали усилия митрополита Лавра по примирению с Церковью в Отечестве. В результате среди Венесуэльских приходов РПЦЗ ни один не ушёл в раскол. Вместе с тем, приход Никольского собора в эти годы сокращался, что было связано с ухудшением криминогенной обстановки в Венесуэла, которую в связи с этим покидали русские эмигранты и их потомки, а новые эмигранты в страну практически не приезжали. К тому же стоящую посреди далеко не самого благополучного района церковь опасались посещать даже некоторые из тех, кто не уехал.
21 июня 2008 года управляющим Южноамериканской епархией РПЦЗ был поставлен епископ Иоанн (Берзинь), при этом ему был усвоен титул Каракасский, а Никольский собор становится его кафедрой.
23 октября 2008 года в рамках дней России в странах Латинской Америки в соборе служили митрополит Восточно-Американский и Нью-Йоркский Иларион (Капрал), митрополит Смоленский и Калининградский Кирилл (Гундяев), архиепископ Хустский и Виноградовский Марк (Петровцы), архиепископ Рязанский и Касимовский Павел (Пономарёв), епископ Домодедовский Евтихий (Курочкин), епископ Каракасский Иоанн (Берзинь). Первоиерарх Русской Зарубежной Церкви представил пастве нового правящего архиерея — епископа Каракасского Иоанна, который впервые прибыл в Венесуэлу.
Главные святыни собора — икона святителя Николая, и Иверский образ Божией Матери.
Как отметил в 2009 году священник Кирилл Жолткевич: «Сейчас мы стараемся больше служить на испанском языке. В храмы сегодня ходят люди, которые совершенно не говорят по-русски. Это потому, что было много смешанных браков. Думаю, что вначале молодёжи надо говорить о Православии на испанском языке, сеять семена, которые потом взойдут. Когда человек достигает зрелого возраста, он начинает искать свои корни, так всегда бывает. Я вижу, что нужна школа, главным образом, для детей и молодежи, где бы осваивали церковнославянский язык».
В 2013 году епископ Каркасский Иоанн (Берзинь) отмечал: «В основном наша паства — это, как правило, люди достаточно состоятельные: потомки белых эмигрантов и квалифицированные специалисты. Сегодня очень много русских приезжает в Венесуэлу работать, но коренных жителей среди прихожан совсем не много, практически нет».